# Uryū Ishida
Uryū Ishida (石田 雨竜, Ishida Uryū) é um dos personagens principais do mangá Bleach, escrito e ilustrado por Tite Kubo. É um colega de classe do protagonista Ichigo Kurosaki e um Quincy, um clã de humanos com poderes especiais que foram exterminados no passado pelos Shinigami. Querendo demonstrar o valor dos Quincy, Uryū desafiou Ichigo para ver quem mata mais Hollow; no entanto, quando são atacados por hordas de Hollow, os dois começam a colaborar e aproximam-se progressivamente um ao outro, até tornar-se amigos. Desde então, Uryū torna-se um fiel aliado de Ichigo, durante todo o curso da história. Além do mangá, Uryū aparece também em outros meios ligados à série, entre os quais a anime de televisão, dois filmes animados, o musical e os jogos.
O personagem de Uryū foi apreciada pelo público e pela crítica, estando no top ten em todas as pesquisas de popularidade da revista Weekly Shōnen Jump como um dos personagens mais queridos da série. Na adaptação anime de Bleach Uryū é dublado por Noriaki Sugiyama e por Alfredo Rollo na versão brasileira.

## Criação e desenvolvimento
Como o resto dos Quincy, Uryū foi criado por Tite Kubo como rival dos Shinigami. Por isso muitas características estão em contradição com os deuses da morte, por exemplo a farda branca em relação ao kimono preto dos sihingami ou o uso do arco e da flecha em contraste com as espadas .
O nome dela é composto pelos caracteres significando chuva (雨) e dragão (竜).

## Aparência e personalidade
Uryū Ishida aparece como um estudante modelo, com os cabelos pretos e óculos. Na Escola, vestindo o uniforme escolar com uma gravata, enquanto lá fora está vestindo brancos vestidos de quincy com tiras azuis que representam o símbolo dos quincy, e uma capa.
Uryuu geralmente é tímido e quieto, mas tenta parecer "legal" Quando há outras pessoas ao redor. Por exemplo, durante a saga da Soul Society, vestindo um manto que lhe serve apenas para sobressair como personagem (na verdade não tem qualquer utilidade), e também tem o hábito de falar com teatralidade. Ishida baseia-se na ética moral, conhecida como a honra dos quincy, e tem um forte senso de justiça. Ele também tem demonstrado ser um cavaleiro, e não tolera os homens que abusam da justiça ou que tratam mal as mulheres. Mostra isto várias vezes ao longo da série, por exemplo quando tenta defender de Rukia Kuchiki e Renji Abarai e Byakuya Kuchiki quando vieram na terra, ou quando defende Orihime Inoue várias vezes durante a saga da Soul Society e até mesmo quando Nemu Kurotsuchi (Tenente da 12.ª divisão) é tomada chutado pelo seu pai-Capitão Mayuri Kurotsuchi.
Ishida não gosta de usar a força bruta em batalha. Pois prefere estudar cada adversário, procurando um seu ponto fraco, e pensar numa estratégia antes de atacá-lo. Uryū não respeita muito o pai dele, Ryūken Ishida, e ele chama pelo nome, coisa considerada muito insensível na sociedade japonesa.

### Na Escola
Na Escola, Uryū é o aluno com maior pontuação. Ichigo, que tem o hábito de ler os nomes errados, lei por engano o nome Ametatsu, pensando que ele fosse uma menina. Uryū é hábil no projeto e na costura. Na verdade muitos estudantes os pedem uma ajuda no coser bonecos. Muitas vezes também repara o Peluche Kon, adicionando sempre roupas e perucas femininas para melhor com a cor, mas, na verdade, Fá-lo apenas com raiva. Ishida também costura roupas para Orihime e Rukia, e também uma nova camisa para Chad ao qual acrescenta o símbolo dos quincy. Chad comenta que é mais bom a fazer roupas para as mulheres do que para os homens. Uryū não é nada sociável e se recusa a comer no almoço quando Ichigo convida-o, mas aceita depois quando alguém paga por ele.
Como também Sado e Orihime vive sozinho e, como revelado no mangá, tem problemas económicos. Isto não é muito clara, uma vez que seu pai é médico e dirige o hospital de karakura, e é muito apegado ao dinheiro e ao lucro.

## História

### O passado
Quando criança, Uryū amava treinar com seu avô Soken. O Pai dela, Ryūken Ishida, odiava o fato de ser um quincy, dizendo que não era uma ocupação com que se ganhassem dinheiro. Soken entendia as razões de Ryūken como ele tinha uma família para sustentar. O velhinho disse então a Uryū que ele também teria entendido um dia as motivações de seu pai. Quando Uryū estava ainda em tenra idade, o avô foi assassinado pelos hollow bem na frente dele, que não foi capaz de fazer nada para protegê-lo. Esta é a razão pela qual odeia os deuses da morte, que não vieram Salve Soken em tempo. No decorrer da série, você verá que por detrás deste atraso havia o atual comandante da 12.ª divisão Mayuri Kurotsuchi: Ele queria na verdade a alma de Soken por colecionar para os seus estudos.

### Na Saga de karakura
A sua primeira aparição é estudante na classe de Ichigo Kurosaki, que não o reconhece pelo nome. Um pouco mais de um mês depois que ichigo tornou-se substituto shinigami, Rukia Kuchiki recebe no celular a informação de um hollow nas proximidades. Indo juntos a ichigo a controlar não conseguem encontrá-lo, tanto que Rukia acha que seu aparelho seja quebrado. Na verdade, Uryū tinha eliminado todos os hollow apenas aparecidos.
Em seguida ocorre a Ichigo, informando do ódio que alimenta para os deuses da morte. Ichigo segue Uryū no dia seguinte e é causado em um duelo em quem mata mais hollow. Usando uma isca especial  Uryū faz aparecer muitos monstros na cidade de Karakura. No entanto a isca é muito maior do que quando você esperava, assim que eles são atraídos por tantos, hollow que Ishida não pode derrotá-los sozinho e por isso ele e Ichigo são obrigados a confiar um no outro e lutar juntos.
Chega no local mesmo um menos grande que no confronto Ichigo consegue derrotar mas somente com a ajuda de Uryū. Com efeito, a sua energia é tão grande que nem consegue controlá-la e então intervém o quincy, que depois de um contato físico, antes transfere a enorme energia em si mesmo, depois a descarga usando as suas flechas. Fazendo assim, Ishida quebra a promessa que fez a si próprio de não salvar um Shinigami.

### A saga da Soul Society
Quando rukia é abordada por renji abarai e Byakuya Kuchiki, vindo à terra para a prender, Uryū tenta salvá-la, dando a sua presença naquele lugar também as desculpas mais absurdas. Uryū é facilmente derrotado por Renji (de notar que o desafio não a vemos nem no mangá nem no anime) e Rukia é capturada depois que Ichigo, também ele equipado, é gravemente ferido.
Depois de ser curado por Kisuke Urahara, uryuu admite que Ichigo é o único forte o suficiente para poder salvar Rukia. Uryū então você treina duro usando uma luva sanrei que aumenta rapidamente a sua habilidade de formar e lançar flechas espirituais. Depois de uma semana, Ishida juntamente com Orihime Inoue, Yasutora Sado, Yoruichi Shihouin, e Ichigo Kurosaki partem para a Soul Society.

### Na companhia de orihime
Ao entrar no seireitei, o grupo se separa e ishida termina com orihime. Os dois decidem andar nos telhados de modo a não ser vistos mas são atacados por Jiròbo Ikkanzaka da 7.ª divisão. Este último desafio Uryū para o título de "Kamaitachi", que é dado ao melhor utilizador de armas de arremesso. Ishida facilmente o vence, mas Jiròbo decide que ao menos pode derrotar Orihime. Ishida a salvar e dispara duas setas através dos 2 pontos que Jiròbo desliza o seu poder espiritual através do corpo, das suas capacidades e impedi-lo de continuar a sua vida de Shinigami.
Ishida e Orihime tropeça depois em dois Dhinigami da 12.ª divisão, aos quais roubam as divididas de forma a confundir-se entre os verdadeiros deuses da morte. São então aproxime-se de um bêbado de nome Makizo Aramaki da 11.ª divisão, mas são "salvos" pelos outros Shinigami da 12.ª divisão. A verdade é que estes estão a fingir simpatia com os dois sob ordens específicas do seu capitão Kurotsuchi Mayuri, o qual, porém, uma vez capturados os dois estrangeiros, usa os seus próprios homens como bombas humanas.

### Pela honra dos Quincy
Graças à barreira que orihime constrói com os seus poderes, ela, Uryū Makizo e se salvam pela explosão. Mayuri é interessado no poder da rapariga e tenta capturá-la, mas ishida íntima a Makizo de fugir levando orihime com si mesmo. O Shinigami obedece (mesmo que com alguma relutância) e Uryū finalmente pode combater o inimigo sem ter que se aguentar. A batalha começa e o quincy descobre que Kurotsuchi, além de poder regenerar as artes e usar as suas partes do corpo como armas, pode paralisar os seus adversários com o Shikai da sua Zanpakutò. O Comandante da 12.ª divisão usa sua filha também, bem como tenente, nemu Kurotsuchi para atacar o adversário pois ela o mantém imóvel e faz-se apunhalar juntamente com ele. Mayuri depois a chutos acusando-a de ter deixado muito cedo a tomada: Isto chateia muito Uryū.
Mayuri revela que ele mesmo criou nemu e ridiculariza o lema dos quincy, "pela honra dos quincy" frase dita por eles até a morte. Mayuri atrás ver a Uryū a foto do último quincy em que fez as experiências: Trata-se precisamente do seu avô, Sòken Ishida.
Motivado para derrotar Kurotsuchi a qualquer custo,Uryū usa o Ransòtengai para mexer o seu corpo paralisado e tira a luva sanrei de modo a aumentar imensamente os seus poderes a partir das partículas espirituais cuja Soul Society é composta, mesmo sabendo que o preço a pagar Seria a perda das capacidades quincy. Ishida se torna tão forte que não conseguir derrotar o Bankai de Mayuri venenoso e perfurar claramente o capitão à altura do estômago.
No entanto, estes, ainda em vida, consegue fugir, tornando-se líquido. Depois da fuga de Kurotsuchi, nemu dá a Uryū o antídoto para o veneno em sinal de gratidão por não ter atingido o seu pai na cabeça, o que teria sido fatal. Uryū, embora não tenhamos mais nenhum poder, pesquisar o mesmo de se aproximar da torre em que se encontra Rukia, mas encontra Kaname Tousen, que utiliza o seu Shikai para lhe fazer perder os sentidos.

### Após a grande desafio
Uryū é curado pela quarta brigada e colocado em uma antiga cela, onde encontra Ganju Shiba e Chad.
Os três são libertos de Zaraki Kenpachi e Orihime, que Makizo tinha trazido pelo seu capitão: Kenpachi, uma vez ouvi que Orihime era amiga de Ichigo, o único homem a ter derrotado, decide logo de ajudar as crianças, para poder retomar a revanche Sobre Ichigo. O Tenente de Kenpachi, Yachiru Kusajishi, levá-los-á, então, em lugar de confronto entre Ichigo e Byakuya. No final do duelo, que vê Byakuya derrotado, o grupo pode finalmente se reunir à Ichigo.
Com ele vão entender o plano bem orquestrado por Sōsuke Aizen, o qual foge ao outro mundo. Depois de alguns dias, os caras voltam à terra e Uryū lembra a Ichigo que ainda são inimigos.

### A Saga dos bount
Ryò udagawa aborda ishida e capturá-lo. Yoshino depois levará o quincy no apartamento dele e contará a história dos bount.
Mayuri Kurotsuchi está interessado em fazer umas pesquisas sobre os bount e, portanto, entendendo que eles precisam dos quincy, faz ter ad Uryū nemu através de um artefato que cópia os poderes naturais de um quincy, mas apenas por pouco tempo. Então ishida colide com a bount de nome yoshi. Já que lhe falta a experiência para utilizar o artefato, no início da batalha vai mal para ele, mas no final, graças à sua habilidade, consegue derrotá-la e matá-la.

### A Saga dos arrancar
Após voltar na terra, um hollow aparece fora da escola. Ichigo, orihime, chad e o misterioso novo estudante hirako shinji saem: Ichigo derrota facilmente hollow, mas nota que uryuu não veio com eles. Orihime explica a chad e ichigo uryuu que parece sentir-se mal e não gosta de mostrar fraqueza para outras pessoas; ichigo supõe que seja este, então, o motivo da sua ausência. No Anime, com efeito, ishida jamais dirá que perdeu os poderes aos companheiros, mas será urahara contar-lhes a verdade. Indo para casa, o quincy está sendo atacado por dois arrancar incompletos. Ele defende-se utilizando os ginto (" tubos de prata "), pequenos instrumentos cilíndricos cheios anteriormente de energia espiritual e deixa explodir, proferindo a fórmula " linhas formel vent y Graal, haizen!" (" quebra as brincadeiras da atmosfera, sagrado mordido!" ). Mas isso não é suficiente para derrotá-los e o menino é salvo in extremis pelo pai ryūken, que bate facilmente os monstros e revela o seu pentagrama em forma de cruz.
Ryūken sabia da viagem de uryuu na Soul Society e o chama de louco por ter perdido os seus poderes. Ryūken diz para lhe devolver os poderes de quincy, mas apenas com a condição de que ele não irá ajudar mais os deuses da morte.
Enquanto grimmjow jeagerjaques e outros cinco arrancar combatem os shinigami uryuu, treina em um quarto escondido, feita por almas sintetizadas em prata e almas sintetizadas em vidro. Ryūken lança flechas contra uryuu até ele não aguentar mais. O rapaz, depois de ter evitado flechas por muito tempo, decide atacar seu pai com o seu último ginto, imprigionandolo em um tubo de vidro. Ryūken se livre facilmente pela prisão, ferindo o filho perto do seu coração. Ryūken diz a uryuu que ser atingido em algum ponto, exatamente a dezenove milímetros do coração, após ser mesmo exausto é a única forma de recuperar os poderes de quincy. O treino foi assim que o fim.

### Saga do outro mundo
Quando orihime é capturada por aizen uryuu, apresenta-se na loja do urahara com chad ichigo para ajudar a salvá-la.
Enquanto se dirigem para a base inimiga, revela que não pode ajudar ninguém shinigami por causa da promessa feita ao seu pai, mas desde que ichigo é um substituto shinigami e está indo para salvar inoue sem o consentimento do gotei 13 então pode ajudá-lo.
Acabaram de chegar, uryuu e chad lutam contra dois arrancar de nome demōra e iceringer, e pedem a ichigo de não intervir. Durante o desafio, uryuu lembra os ensinamentos do seu pai e graças a estes conseguem derrotar facilmente os adversários. Os três jovens reúnem depois arrancar alguns "bons": entre estes há no, um personagem que se tornou muito importante ao longo da história. Ainda em companhia de no e dos seus amigos, se encontram diante de um monstro de areia: a menina arrancar explica que esse monstro é fraco aos ataques de água. Nenhum dos três rapazes possui uma técnica aquática, mas de repente rukia (que estava junta com renji para ajudá-los) faz a sua aparição e derrota o gigante hollow com sua zanpakutō de tipo gelo. Com os recém-Chegados, alcançam a base: aqui os caras dividem-se cinco seguindo caminhos diferentes.

### A estrada para Aizen
Uryuu encontra-se a combater um arrancar mulher chamada cirucci sanderwicci. Esta última usa um chicote como arma. Durante a batalha, o quincy está sendo ajudado por um dos companheiros de arrancar no, pêssegos. Cirucci, finalmente, largar a sua zanpakutō e aparecem as duas asas com várias pontas afiadas que usa como balas, colocando em dificuldade uryuu e pêssegos. No final, porém, ishida revela a sua arma secreta: uma espada de energia chamada Espírito Schneider com a qual contrasta facilmente todos os ataques do inimigo. Cirucci ensaio com todos os meios à sua disposição para vencer o desafio, mas a lâmina de uryuu mostra-se mais poderoso a absorver a energia dos ataques de arrancar a cada golpe perpetrado. A arrancar então tenta prestamista num combate à distância, mas uryuu revela que Espírito Schneider na verdade não é uma espada, mas sim uma flecha poderosa que lasca com seu arco trafiggendola. Depois da batalha, pêssegos nota que cirucci não está morta e ishida explica que a sua flecha final lhe tirou todos os poderes, tornando-a inofensiva.

### Contra as espadas
Na sequência uryuu reencontra renji (abalado por ter percebido que rukia está em perigo) e o ajuda na luta contra szayel aporro grantz, o oitavo espada. Consegue matar uma das fracción de szayel, após o que se apresenta como quincy. Szayel é muito animado porque finalmente pode estudar uma especialidade rara. O espada se distrai e uryuu renji e aproveitam para lançar um ataque surpresa, mas que falha e faz desaparecer o arco de ishida: Szayel revela então não estar preparado porque tinha estudado a sua batalha anterior. No final, enquanto renji distraindo o adversário, uryuu usa uma técnica que forma uma enorme explosão graças ao seu Espírito Schneider. Szayel sobrevive à explosão e foge, com a promessa de voltar depois de ter se mudado os vestidos, preparando um jeito horrível para matá-los.
Uryuu, renji, pêssegos e dondochakka bilstin (o outro arrancar que segue no) decidem correr para salvar rukia e chad, recuperando depois orihime, mas acabam em uma sala controlada por szayel onde ele os espera para o segundo round e onde libera a Sua Zanpakutō. O espada larga um fluido que em contacto com os invasores cria seus clones. Os quatro, depois de muitas dificuldades, conseguem derrotá-los, mas szayel tem outra técnica: as suas asas se abrem e engolem a ishida, risputarlo para fora após alguns segundos, criando um boneco com a forma dele (uma espécie de boneca vudu).
O espada atinge repetidamente a boneca com a aparência do quincy torturá-lo. Embora renji o favor parar, szayel quebra em dois a boneca e dentro dele destrói um após o outro os diversos órgãos internos de uryuu, que então é ferido gravemente. Depois disso szayel reserva a renji o mesmo tratamento. A ajudá-los, no final, lá vem o velho inimigo de ishida, mayuri kurotsuchi, o qual, após uma furiosa desafio entre cientistas, levou a melhor sobre a espada.

### Saga do Fullbring
17 meses após a derrota de aizen, durante o treino de ichigo para adquirir o fullbring uryuu, é atacado por um misterioso inimigo, terminando no hospital. Num primeiro momento, suspeita-se que o autor do ataque seja shūkurō tsukishima, um fullbringer a que a xcution persegue, de fato, pouco depois, ele começa a atacar também orihime inoue e yasutora sado. O ataque de tsukishima plagia as mentes dos dois, fazendo aparecer como um seu velho amigo. A mesma sorte que toca também aos outros amigos do ichigo, à sua família e a todos os membros da xcution, excluído kūgo ginjō.
Reaparece durante o combate contra tsukishima, revelando a ichigo que o verdadeiro inimigo, bem como aquele que o atacou, é precisamente ginjō.

### A saga da guerra dos mil anos
Após a batalha de ichigo contra ebern asguiaro, uryuu juntos a sado, inoue e o mesmo se encontra com ichigo neliel tu oderschvank, refere que o facto da sua conquista do hueco mundo por parte do vandenreich. Os meninos preparam-se, então, na próxima batalha, mas uryuu afirma não poder acompanhar desta vez.
O que você vai ver, posteriormente, apresentar-se diante de yhwach, que reunirá todos os stern Ritter, proclamando o mesmo uryuu seu sucessor e atribuindo-lhe a sua pouca, ou seja, a letra "a".
Vai começar, então, a invasão do palácio real, sob a liderança de yhwach.

## Objetos
Aqui está uma lista de armas e acessórios que usa durante a série:
- Luva Sanrei (散霊手套, sanrei shutō): a luva lasciatogli em herança do avô, com o qual irá aumentar de imenso a sua potência, permitindo-lhe bater mais setas no mesmo momento e aumentar consideravelmente a velocidade. Se se tira, uryuu pode usar o quincy - letzt stil, ou seja, a forma final de um quincy, caracterizada por uma enorme aumento de potência. Este modo, no entanto, dura por um curto período de tempo, e depois quem o usou perde todos os seus poderes.
- Espírito Schneider (魂を切り裂くもの, Zēreshunaidā; literalmente "Fendi alma"): Uma poderosa seta que lembra uma espada. Uryu pode utilizá-la desta forma para os ataques aproximados. A lâmina, na realidade, é um aglomerado de partículas de reishi que vibram com uma frequência de três milhões de vezes por segundo, e então o Espírito Schneider corta como se fosse uma motosserra e se alimenta de reishi do exterior como o kojaku. Pode ser explorada como espada, mas, como uryuu observa várias vezes, "um quincy só usa arco e flechas", e então o espírito schneiders é apenas uma seta muito poderoso. Do Armazém do hospital, antes de ir ao hueco mundo, ishida toma bem és Espírito Schneider (utilizará uma colisão com cirucci sanderwicci e outras cinco para criar a técnica de ginto conhecida como sprenger para ferir gravemente szayel aporro grantz).

Tubos de prata (银筒, gintō): São das pequenas cápsulas cilíndricas, grandes cerca de 5 centímetros, contendo energia espiritual em forma líquida. São usadas pelos quincy para invocar dos feitiços de modo análogo ao kidō para os deuses da morte.

## Poderes
Ishida é um quincy, e por isso tem todos os poderes típicos desta raça:
- De reishi heiso kojaku (弧雀; "Pardal solitário"): um arco formato de energia azul. Com Ele ishida é capaz de vencer muitos hollow em um único golpe. É o arco base que o quincy usa com a ajuda da sua cruz. Em seguida, com o uso da luva sanrei, arco assume um aspecto mais "metálico" com dois espinhos laterais; na forma final do quincy, pelo contrário, diminui o arco e flechas, por enormes lâminas de energia, são miniaturizadas e tornam-se Semelhantes a agulhas grandes poderosos. Depois de ter conquistado o pentagrama, o símbolo dos quincy, uryuu receberá também o Ginrei kojaku (銀嶺弧雀; "Pardal solitário prateado"), um arco pela estrutura similar à de um floco de neve, com a qual possa atirar centenas de setas ao segundo, e até mesmo as Espírito Schneider. Vários meses após o confronto com aizen, uryuu mostra um novo arco, muito semelhante ao do seu pai ryūken e mais forte do que os outros arcos utilizados anteriormente.
- Heilig Pfeil (神聖滅矢, Hairihhi Bufairu; em alemão"Flecha Sagrada"): Uryuu, usando o de reishi colhido pelo ambiente circundante, é capaz de atirar flechas espirituais típicas dos quincy. Com o ginrei kojaku, uryuu chega a arremessar consecutivamente até 1200 setas.

Licht Regen (リヒト・レーゲン, Rihito Rēgen; em alemão"chuva de luz"): Uryuu concentra uma imensa quantidade de reishi no ombro esquerdo, similarmente a quando o cara usa o quincy - letzt stil. Com esta técnica pode disparar aproximadamente 1000 flechas com um só golpe contra o alvo.
- Hirenkyaku (飛廉脚, Literalmente; "cortina de bambu volante aos pés"): Análogo ao shunpo dos deuses da morte ou ao som é dos arrancar, a hirenkyaku permite mover-se rapidamente para longas distâncias; uryuu ishida afirma que ele é mais rápido do shunpo, enquanto mayuri kurotsuchi especifica em vez que depende de Quem usa a técnica. Mayuri felicita ishida de ser capaz a usar essa técnica apesar da sua tenra idade, acrescentando que é difícil tornar-se peritos.

Ransōtengai (乱装天傀; Literalmente"Divina marionete emaranhado"): Técnica de alto nível, que permite a quem a usa de controlar o seu próprio corpo, usando dos fios de energia espiritual controlados pelo cérebro. Usando esta técnica, você se torna como uma marionete, em detrimento de paralisia, ossos quebrados, e qualquer outra espécie de impedimento pelo movimento normal do corpo. Foi criado originalmente para permitir aos velhos quincy de combater ao cheio das suas forças. Mayuri diz que, antes de uryuu, nunca conheceu um quincy (tem averiguados 2661) que poderia usar essa técnica.
Algumas técnicas, todavia, carece de objetos para ser ativadas, como no caso dos tubos de prata ou das Espírito Schneider:
- Heizen (聖噬, Haizen; em alemão " quente ", conotação japonês para " mordida " Sagrado "): Técnica derivada do uso de quatro tubos de prata. Depois de ter pronunciado "olha a fúria da batalha e aceita essa minha sagrada oferta", cria-se uma chapa de energia transparente pela forma retangular que mancham de sangue o adversário. O golpe é tão forte que possa arrancar o braço de um menos grande [8].
- Gritz (五架縛, Gurittsu; "quíntuplo chassi de repressão"): Técnica derivada do uso de um tubo de prata. Depois de ter proferido o comando "um chicote de prata afeta as cinco dedos do leito de pedra", esta técnica gera uma espécie de película de energia que imobiliza o alvo.
- Wolke (緑杯, Vorukōru; em alemão " nuvem ", conotação japonês para " Copa verde "): Técnica derivada do uso de um tubo de prata. Depois de ter proferido o comando "viramos o nosso cálice ocidental", esta técnica cria uma grande explosão que pode ser usada como distração.
- Sprenger (破芒陣, Supurengeru; em alemão " explosão ", conotação japonês para " Pentagrama da destruição "): Técnica decorrente da utilização de cinco espírito schneiders, posicionadas para formar um pentágono. Quando o adversário é atraído ao seu interior, a colocação da quinta Espírito Schneider imobiliza o adversário com partículas espirituais de alta densidade. Depois uryuu, despeja o conteúdo de um tubo de prata em uma delas, criando uma enorme explosão que aniquila o inimigo. Segundo Ishida, as espírito schneiders funcionam como acumuladores, e o líquido dentro do tubo de prata é usado como detonador. É uma técnica de difícil elaboração, uma vez que é preciso tempo para executá-la, por isso é necessária a colaboração de um segundo em batalha.
- Geto Schneider[9]: lança um Espírito Schneider que pára na proximidade do inimigo; o de reishi alta densidade conflui pelo inimigo em volta ao mesmo, através das feridas feitas anteriormente, criando uma barreira similar ao sprenger. Finalmente o quincy lança um ginto no espírito scheider para fazer comprimir o cubo anteriormente formado até às dimensões de uma única partícula que implode.